# Liste der Naturdenkmale in Kühlungsborn
Die Liste der Naturdenkmale in Kühlungsborn nennt die Naturdenkmale in Kühlungsborn im Landkreis Rostock in Mecklenburg-Vorpommern.

## Naturdenkmale
| Bild                          | Nr.     | Bezeichnung                            | Standort                                                                             | Beschreibung | Schutzzweck | Verordnung    |
| ----------------------------- | ------- | -------------------------------------- | ------------------------------------------------------------------------------------ | ------------ | ----------- | ------------- |
| BW                            | 042ND01 | Wetterschutzbaumreihe                  | Fulgen beim Fulgenbach (54° 8′ 30,8″ N, 11° 46′ 54,7″ O)                             |              |             | 1. Juli 1942  |
| BW                            | 042ND02 | Linde                                  | Kühlungsborn westlich St. Johanniskirche (54° 8′ 14,1″ N, 11° 45′ 2,3″ O)            |              |             | 1. Juli 1942  |
| BW                            | 042ND03 | Linde                                  | Kühlungsborn nördlich St. Johanniskirche (54° 8′ 14,7″ N, 11° 45′ 4″ O)              |              |             | 1. Juli 1942  |
| BW                            | 042ND04 | Linde                                  | Kühlungsborn Schlossstraße, nördlich St. Johanniskirche (54° 8′ 16″ N, 11° 45′ 4″ O) |              |             | 1. Juli 1942  |
| mehr Fotos \| Fotos hochladen | 042ND05 | „Bismarckstein“, heute „Friedensstein“ | Kühlungsborn Blocksbergschneese (54° 8′ 41,4″ N, 11° 45′ 13,9″ O)                    |              |             | 1. Juli 1942  |
| BW                            | 042ND06 | Mammutbaum                             | Kühlungsborn Cubanzestraße 51 (54° 8′ 53,4″ N, 11° 45′ 58,7″ O)                      |              |             | 20. Aug. 2013 |